# Francis Hauksbee

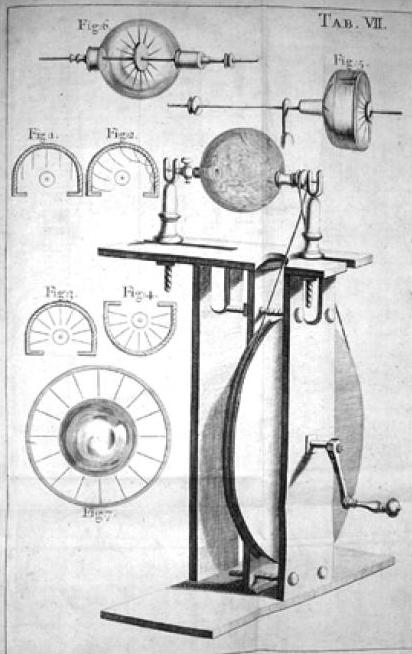
Generatorul electric construit de Hauskbee

Francis Hauksbee (c. 1666 - 1713) a fost un om de știință englez cunoscut pentru studiile sale în domeniul electricității și electrostaticii.
În 1705 devine membru al Royal Society.
A fost asistent al fizicianului și chimistului Robert Boyle.

## Contribuții
Hauksbee efectuează o serie de experiențe privind capilaritatea, dependența cu distanța a forței de atracție a unui magnet.
De asemenea studiază descărcarea electrică și efectul luminescent al scânteii.
Utilizează mașina electrostatică inventată de Otto von Guericke, dar căreia îi aduce unele îmbunătățiri.
În 1705, făcând o serie de experiențe cu un glob de sticlă în care se afla mercur, a remarcat fenomenul de electroluminiscență a vaporilor acestuia, descoperire care poate fi considerată precursoare a lămpii cu neon.

## Scrieri
- 1706, 1707: Extraordinary electricity of glass producible by a smart attrition
- 1708: Some experiments showing electricity and light producible on the attrition of several bodies
- 1709: Physico-Mechanical Experiments on Various Subjects touching light and electricity.